# Medardus
Medardus ist ein männlicher Vorname.

## Herkunft und Bedeutung
Der Name geht auf Medardus von Noyon, einen Heiligen aus dem 6. Jahrhundert, zurück. Medardus wiederum ist wahrscheinlich die lateinisch-französische Form von Machthard. Der Name Medardus fand im Mittelalter große Verbreitung. Eine Kurzform ist Medard.

## Namenstag
Den Namenstag hat die mittelalterliche Kirche auf den 8. Juni gesetzt, da um diese Zeit die ersten Heuernten eingefahren werden. Der 8. Juni galt im Mittelalter auch als Jahrestag der Sintflut, daher der Volksglaube, dass es 40 Tage lang regne, wenn es zum Heiligen Medardus regnet.

## Namensträger
Heutzutage ist dieser Name beinahe verschwunden. Bekannte Träger in jüngerer Zeit sind:
- Medardus Höbelt (1914–2011), deutscher Musiker, Maler und Kirchenraumgestalter
- Medardus Kruchen (1877–1957), deutscher Maler
- Medardus Luca (1935–2016), deutscher Fußballschiedsrichter
- Medardus Toenert (1754–1814), deutscher Zeichenmeister und Kupferstecher

Kurzform Medard:
- Medard Boss (1903–1990), Schweizer Psychiater
- Medard Czobot (1928–2009), polnisch-litauischer Mediziner und Politiker
- Medard Kehl (1942–2021), katholischer Theologe
- Medard Fuchsgruber (* 1964), TV-Wirtschaftsdetektiv
- Arthur Medard Winkler-Hermaden

Familienname:
- Maxime Médard (* 1986), französischer Rugby-Union-Spieler
- Muriel Médard (* 1968), französisch-amerikanische Informatikerin und Hochschullehrerin
- Philippe Médard (1959–2017), französischer Handballspieler

## Namensgeber
Außerdem ist Medardus von Noyon der Namensgeber von vielen Kirchen und Gemeinden:
- Medarduskirche
- Medard (Glan)
- Saint-Médard

### In der Literatur
In der Literatur finden sich wenige Referenzen. In Johann Karl Wezels "Belphegor" (1776) sowie in E.T.A. Hoffmanns Roman Die Elixiere des Teufels (1815) tritt jeweils ein Medardus, einmal als Pfarrer, das andere Mal als Mönch, auf. Den Namen trägt auch die Titelgestalt in Arthur Schnitzlers Drama Der junge Medardus (1910).